# Der Blaue Eumel
Der Blaue Eumel ist ein mobiles, spartenübergreifendes Kunstprojekt. Auf einem blauen Mercedes-Oldtimer-LKW wird von professionellen Künstlern klassische Kammermusik, Jazz und Theater dargeboten.

## Entstehung
Die deutsch-französische Pianistin Katia Bouscarrut (* 1976; † 2017) setzte 2011 mit dem Blauen Eumel ihre Idee eines mobilen Flügels in die Tat um.
Ein Mercedes-Oldtimer-LKW von 1979, vormals im Dienst des Technischen Hilfswerkes unterwegs, dient dazu, Musik und Theater zu den Menschen zu bringen. Hinter der blauen Plane des Pritschenwagens versteckt sich ein kleiner Konzertflügel; ein paar Podeste davor dienen als Bühne. Zu hören und zu sehen gibt es klassische Kammermusik, Jazz und Theater. Damit beansprucht der Blaue Eumel den Titel „kleinstes rollendes Dreispartenhaus“.

## Konzept
In der Regel steht der Blaue Eumel auf einem Platz in der Stadt, ein Markt-, Dorf- oder Kirchplatz, einem Museumsvorplatz, in einem Park, auf einer Wiese, vor einer Mauer oder in einem Innenhof. Ein Auftritt wird meist von zehn bis zwölf „Eumelnauten“ bestritten. Gespielt werden meist einzelne Sätze aus Kammermusikstücken, die sich mit Sets von 3–4 Jazzstücken und Rezitation von Texten (Gedichte, Balladen) oder kurzen Theaterszenen abwechseln.
Alle Mitwirkenden sind professionelle Künstler. Um den Blauen Eumel hat sich ein Pool von 50 bis 70 Musikern, Schauspielern und Tänzern entwickelt.
Neben den Sommerkonzerten in Würzburg werden auch Touren realisiert. Längere Sommertouren führten die „Eumelnauten“ einige Male schon bis an die französische Atlantikküste, nach Tschechien und Polen, in die Schweiz und an den Bodensee.
Das Projekt war außerdem bei verschiedenen Festivals anwesend, so bei Umsonst & Draußen Karlstadt, beim Düsseldorf Festival! und bei den Niedersächsischen Musiktagen. Eine Kooperation besteht seit 2020 mit dem Mozartfest Würzburg. 2023 musizierte die Pianistin Ragna Schirmer auf dem LKW. Mit elf Konzerten war der Blaue Eumel als „Botschafter des Mozartfestes“ in der Region unterwegs.
Das Projekt stellt sich damit in die Tradition des Wandertheaters, das ohne festen Raum, dafür aber mit starker Einbeziehung des öffentlichen Raums spielt. Der Zugang ist somit niedrigschwellig auch für Menschen, die sonst wenig Berührungspunkte mit klassischer Musik und Theater haben.

## Struktur
Getragen und organisiert wird das Projekt von dem gemeinnützigen Verein Der Blaue Eumel – Mobile Kunst e.V. Das Organisationsteam besteht derzeit aus sieben Personen: Hiltrud Kuhlmann, Jan Kuhlmann, Katharina Lobé, Martin Schiessler, Tobias Schirmer, Boris Wagner und Julia Wolpold. Der Sitz des Vereins ist Würzburg. Finanziert wird das Projekt durch Förderungen und Kooperationen, Zuwendungen der jeweiligen Orte, Gemeinden oder Mitveranstalter sowie Spenden der Zuschauer.

## Spezielle Programme
Zu den speziellen Programmen gehört etwa die Produktion Die Ballade des Minotaurus, die auf Friedrich Dürrenmatts Werk Minotaurus – eine Ballade (1985) beruht und von der Gruppe für drei Spieler und einen „Klangkäfig“ eingerichtet wurde. Der Klangkäfig enthält ein Schlagzeug, Perkussionsinstrumente und weitere Objekte; er dient sowohl als Bühnenbild als auch als Instrument. Die „Collage aus Musik, Sprache und Szene“ dauert etwa 20 Minuten. Sie kam 2018 zur Aufführung.
Weitere Programme:
- Die Eumelnauten und die Goldene Plane, Argonautensage mit Spiel, Tanz und Musik
- Der Mann im Fahrstuhl (Heiner Müller) Rezitation &  Schlagzeug
- Der Taucher (Schiller) Rezitation & Schlagzeug
- Beethoven, Mondscheinsonate, 3. Satz, Klavier & Schlagzeug
- Antigone, Müller, Sophokles, Anouilh für Klavierquintett, Schlagwerk, Gesang und Spiel
- Was ihr wollt (Shakespeare), Fassung für 4 Spieler und Klavier
- Gaspard de la nuit  – Klavierstücke von Ravel nach Gedichten von Aloysius Bertrand. Für Klavier, 2 Sprecher und 2 Tänzer

## Auszeichnungen
- 2022: Kulturmedaille der Stadt Würzburg[11]
- 2023: Bayerischer Staatspreis für Musik in der Kategorie „Professionelles Musizieren“[12][13]